# Port lotniczy Likoma
Port lotniczy Likoma – port lotniczy zlokalizowany w mieście Likoma, na wyspie Likoma, w Malawi.

## Linie lotnicze i połączenia
| Linia Lotnicza | Kierunek                                                        |
| -------------- | --------------------------------------------------------------- |
| Ulendo Airlink | 1. Lilongwe 2. Liwonde 3. Majete 4. Mfuwe 5. Southern Lakeshore |